# Lövskatan
Lövskatan est un quartier résidentiel de Luleå en Suède.

## Description
Lövskatan, anciennement Lövskataheden, est un quartier bordé par Skurholmen au nord et Örnäset à l'est. 
A l'ouest et au sud se trouvent les zones industrielles des Svartölandet,. 
La partie principale du quartier a été construite dans les années 1930.
Dans la partie nord du Lövskatan se trouve l'église Saint-Joseph-le-Travailleur qui est la seule église catholique du comté de Norrbotten.

## Services
À Lövskatan, il y a une école maternelle et une maison de retraite.

## Transports
La ligne de bus 8 dessert le quartier.
| Ligne | Trajet                                      | Longueur | Arrêts | Réfs.   |
| ----- | ------------------------------------------- | -------- | ------ | ------- |
| 1     | Hertsön - Centrum - Hôpital de Sunderby     | 25,5 km  | 36-37  | Ligne 1 |
| 1     | Hôpital de Sunderby - Centrum - Hertsön     | 25,5 km  | 38-39  | Ligne 1 |
| 2     | Björkskatan - Centrum - Hôpital de Sunderby | 23 km    | 33     | Ligne 2 |
| 2     | Hôpital de Sunderby - Centrum - Björkskatan | 23 km    | 34     | Ligne 2 |
| 3     | Björkskatan - Centrum - Bergnäset           | 12 km    | 26     | Ligne 3 |
| 3     | Bergnäset - Centrum - Björkskatan           | 12 km    | 27     | Ligne 3 |
| 4     | Aéroport de Luleå - Centrum - Aurorum       | 16 km    | 28     | Ligne 4 |
| 4     | Aurorum - Centrum - Aéroport de Luleå       | 16 km    | 28     | Ligne 4 |
| 5     | Hertsön - Centrum - Aurorum                 | 16 km    | 32-33  | Ligne 5 |
| 5     | Aurorum - Centrum - Hertsön                 | 16 km    | 34-35  | Ligne 5 |